# Àlex Crivillé
Alex Crivillé (født 4. marts 1970 i Barcelona) er en tidligere spansk konkurrencekører på motorcykel og dobbelt verdensmester.
Crivillé vandt sit første andenplads ved verdensmesterskabet i 1987 i 80cc klassen. Sæsonen 1988, han sluttede på en syvendeplads i den generelle klassificering og kørte i 1989 sin første fulde sæson i 125 cc. Han vandt verdensmesterskabet i sin første år med fem Grand Prix-sejre. I sæsonen 1990 skiftede han til den 250cc klassen. Efter to sæsoner uden en sejr, skiftede han til 500cc klassen. I sæsonen 1992, blev han i Sito Ponsteamet ottende i den samlede stilling, og tog en sejr i den nederlandske TT i Assen. I 1993 blev Crivillé igen ottende og blev i 1994 kollega til Mick Doohan og fabrikskører hos Honda Team HRC. Han blev fjerde i 1995 og 1997, tredje i 1998 og nåede andenplads i 1996.
Efter Doohans stoppede sin karriere, greb Crivillé chancen og vandt med seks sejre vm-titlen i 1999. Efter to efterfølgende middelmådige sæsoner i 2000 og 2001, blev hans kontrakt med Honda ikke forlænget. En planlagt transfer i 2002 til D'Antin-Holdet blev aflyst på grund af helbredsproblemer. Crivillé indstillede herefter sin aktive karriere i motorsport.

## Eksterne links
- Officiel hjemmeside Officiel hjemmeside
- Àlex Crivillé Arkiveret 17. januar 2022 hos  Wayback Machine på den officielle hjemmeside af Verdensmesterskabet Motogp på landeveje (engelsk)